# Dol pri Hrastovljah
Dol pri Hrastovljah este o localitate din comuna Koper, Slovenia, cu o populație de 104 locuitori.